# Агбулаг (Гавахынский округ)
Агбулаг (азерб. Ağbulaq), ранее — Масмына (азерб. Masmına), — село в Гавахынском сельском административно-территориальном округе Ходжавендского района Азербайджана.

## География
Село Агбулаг входит в состав Гавахынского сельского административно-территориального округа Ходжавендского района, при этом в состав этого сельского административно-территориального округа входит также и село Гавахын, которое является центром этого сельского административно-территориального округа. Расположено на высоте 776 м.

## История
18 октября 1918 года армянские крестьяне Нагорного Карабаха в окрестностях села Мысмна Варандинского района вступили в бой с турецкими интервентами и полностью разгромили отряд регулярных войск противника.
При советской власти село называлось Масмына и входило в состав Гаваханского сельсовета Мартунинского района Нагорно-Карабахской Автономной Области (НКАО) Азербайджанской ССР.
2 сентября 1991 года на совместной сессии Нагорно-Карабахского областного и Шаумяновского районного Советов народных депутатов была принята Декларация о провозглашении Нагорно-Карабахской Республики в границах Нагорно-Карабахской автономной области (НКАО) и сопредельного Шаумяновского района Азербайджанской ССР.
Законом Азербайджанской Республики от 26 ноября 1991 года Нагорно-Карабахская Автономная Область была упразднена, а Мартунинский район был переименован в Ходжавендский. Решением Милли Меджлиса Азербайджанской Республики от 29 декабря 1992 года село Масмына было переименовано в Агбулаг, а село Кавахан (или Гавахан) Ходжавендского района было переименовано в Кавахын (или Гавахын). В настоящее время это село Агбулаг и входит в состав Гавахынского сельского административно-территориального округа Ходжавендского района Азербайджана.
В связи с Карабахским конфликтом село с начала 1990-х до 2023 год контролировала непризнанная Нагорно-Карабахская Республика (НКР) и согласно административно-территориальному делению непризнанной республики, располагалось в Мартунинском районе НКР и называлось Мсмна (арм. Մսմնա).
Согласно Трёхстороннему Заявлению в ночь с 9 по 10 ноября 2020 года, подписанному по итогам Второй карабахской войны, село перешло под контроль Российских миротворческих сил.
В результате боевых действий в сентябре 2023 года Азербайджан восстановил свой контроль над селом.

## Население
По состоянию на 1 января 1933 года в селе проживало 434 человек (90 хозяйств), все — армяне.

## Известные уроженцы
- Бабаев, Андрей Аванесович — азербайджанский и армянский советский композитор[12]